# Кућа Алексе Пушељића
Кућа Алексе Пушељића се налази у Чачку и представља непокретно културно добро је као споменик културе.

## Архитектура
Старији тип куће, изграђене 1905. године, без примене мотива сецесије, успешно је компонован на породичној кући у Чачку, са бочним ризалитима, са удвојеним прозорима и декоративним осмоугаоним кубетима, над угловима бочних ризалита. Мада ова кубета нису у осовинама ризалита, већ су дезаксирана, у крајевима, општа композиција даје веома складан утисак.
Простор између кордонског и и богато профилисаног кровног венца декорисан је фризом медаљона, између којих су кружни (флорални мотиви) и правоугаони (лавље главе окружене вегетацијом) декоративни елементи. Угаоне атике опшивене су лимом и носе три акротерије, а украшена кубична постоља носе кубета покривена лимом, на чијем врху је копље са заставицом - ветроказом. Центална атика са балустрадом надвишена је лунетом, у којој је представа Амора. Испод лунета, између слепих балустрада, исклесан је монограм А.П. и година градње куће.
Подигнута је у претежно необарокном маниру. Необарокни елементи преовлађују на разуђеним кровним површинама (атике, куполе). Рустична неоренесансна обрада запажа се на фасадама приземља.
Симетрије, склад и слојевитост композиције доминирају читавим решењем. 
Пројектант је био архитект Франц Неквасил.